# Mitimae
 (mai 2015).
Si vous disposez d'ouvrages ou d'articles de référence ou si vous connaissez des sites web de qualité traitant du thème abordé ici, merci de compléter l'article en donnant les références utiles à sa vérifiabilité et en les liant à la section « Notes et références ».
Les Mitimaes étaient des groupes de familles séparées de force de leurs communautés d'origine par l'Empire Inca, et déplacées depuis des villages loyaux vers des régions conquises et vice-versa, afin d'y remplir certaines fonctions économiques, sociales, culturelles, politiques et militaires. 
Le mot provient du quechua mitmac, ce qui signifie éparpiller. Ces groupes sont aussi connus comme mitmakuna ou mitmaqkuna. 
Aucune autre politique n'eut autant de répercussion tant sur la démographie que sur la composition ethnique andine que celle des mitimaes. On estime que plus d'un quart de la population de l'empire fut ainsi déplacé.
La fonction politique et stratégique la plus fréquente de ces déplacements était la nécessité de l'Empire Inca de diviser les populations supposées constituer une menace pour les élites dirigeantes de l'empire. Ces vastes déplacements de population avaient pour effet de diminuer le poids d'une ethnie et d'affaiblir ainsi la possibilité de résister.
La politique du mitmaqkuna fut surtout menée sur l'altiplano bolivien méridional. Là, les fonctions de ce type de colonisation furent à la fois productives et militaires de défense. 
Un grand nombre de Mitimaes furent obligés de défendre la frontière avec les Chiriguanos hostiles. Tout l'arc sud-est de l'altiplano fut parsemé de garnisons, et ce dispositif fut prolongé au sud dans l'actuel Nord-ouest argentin jusqu'au Pucará de Aconquija dans l'actuelle province de Tucuman. 

## Le sort des Kollas
Au XVe siècle, la population Kolla de l'actuelle Bolivie, qui résidait sur les rives du lac Titicaca fut envahie par l'Inca Pahacutec qui annexa leur territoire au Tahuantinsuyo. Les Incas établirent sur les terres conquises des groupes de Mitimaes, dont une partie parlait le runasimi ou quechua. Il en résulta qu'à l'arrivée des conquistadors espagnols peu après, le territoire kolla avait une population hétérogène qui parlait trois langues différentes : l'aymara, le puquina et le quechua.

## Sur le territoire argentin actuel
Dans le Nord-ouest argentin, les Incas utilisèrent les tribus des Chichas, qui habitaient auparavant le territoire bolivien actuel. Une situation comparable prévalut dans le nord du Chili.
Les populations du sud des Vallées Calchaquíes, de Santa María (Catamarca), d'Andalgalá et du centre de la province argentine de Catamarca résistèrent farouchement à l'occupation inca et refusèrent d'exécuter des travaux à leur profit, à la suite de quoi les Incas amenèrent dans ces territoires des contingents de Mitmaqkunas pour être utilisés comme main d'œuvre en lieu et place des Calchaquís récalcitrants. 
Blas Ponce, un des fondateurs de la ville de Londres (province de Catamarca), écrit que dans la province de Quire-Quire, l'Inca avait « plus de vingt mille mitimaes », et que ceux-ci, vaincus par les Espagnols décidèrent d'abandonner la vallée.
Dans la Quebrada de Humahuaca, province de Jujuy en Argentine, il y avait des 
Mitimaes d'origine chicha de Bolivie, issus des partialités des Churumatas et des Paypayas entre autres, dont la fonction principale était de servir comme barrière contre les Chiriguanos, en plus de diffuser la langue quechua.

## Sur le territoire équatorien actuel
Sur le territoire de l'actuel Équateur, les Incas appliquèrent également cette politique de déplacement de populations, notamment aux Cañares, changeant ainsi fortement la composition ethnique du pays, plus qu'en tout autre lieu de l'Empire Inca.